# ترانه غروب (فیلم)
ترانه غروب (انگلیسی: Sunset Song) یک فیلم درام بریتانیایی محصول سال ۲۰۱۵ به نویسندگی و کارگردانی ترنس دیویس با بازی اگنس دین، پیتر مولان و کوین گاتری است. این اقتباسی از رمان لوئیس گراسیک گیبون در سال ۱۹۳۲ به همین نام است. این فیلم در بخش ارائه‌های ویژه جشنواره بین‌المللی فیلم تورنتو ۲۰۱۵ نمایش داده شد و در ۴ دسامبر ۲۰۱۵ در بریتانیا اکران شد. این فیلم درباره کریس گاتری، دختر یک کشاورز اسکاتلندی در اوایل دهه ۱۹۰۰ است.
تریلر رسمی به صورت انحصاری با گاردین در ۱۰ نوامبر ۲۰۱۵ منتشر شد.